# Baumchirurgie

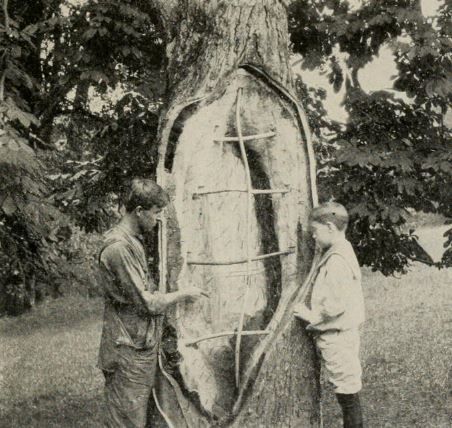
Ausfüllen einer Baumhöhle.

Baumchirurgie ist die Bezeichnung für eine historische Form der Baumpflege. Ihre Methoden werden heute als baumzerstörend angesehen. Baumchirurgen hatten zum Ziel mit ihren Praktiken Bäume zu erhalten und in ihrer Vitalität zu fördern. Mit zunehmendem Wissen über die Biologie von Bäumen und deren Fähigkeiten zur Wundheilung nach dem CODIT-Modell wurde erkannt, dass es sich bei den ausgeübten Methoden jedoch um baumzerstörende Praktiken handelt. Der aktuelle Stand der Technik zur Behandlung von Bäumen wird in der ZTV-Baumpflege dokumentiert.

## Praktiken
Zu den Praktiken der Baumchirurgie gehörten unter anderem das Ausmauern oder anderweitige Verfüllen von Höhlungen im Holzkörper, das Aussägen oder Auskratzen von mit Pilzen befallenem Holz und Glattfräsen oder Glattschnitzen von Wunden. In Höhlungen und Dendrotelme wurden Drainagen gelegt, damit Wasser abfließt, was eine zusätzliche Beschädigung des Baumes bedeutete. Große Spalte im Holzkörper wurden durch Gewindestangen oder andere Bolzen stabilisiert.
Alle Praktiken der Baumchirurgie gelten heute als baumzerstörend. Das Verschließen und Verfüllen von Baumhöhlen verstößt außerdem gegen artenschutzrechtliche Bestimmungen, da so die Fortpflanzungs- und Ruhestätten von geschützten Tierarten zerstört werden.

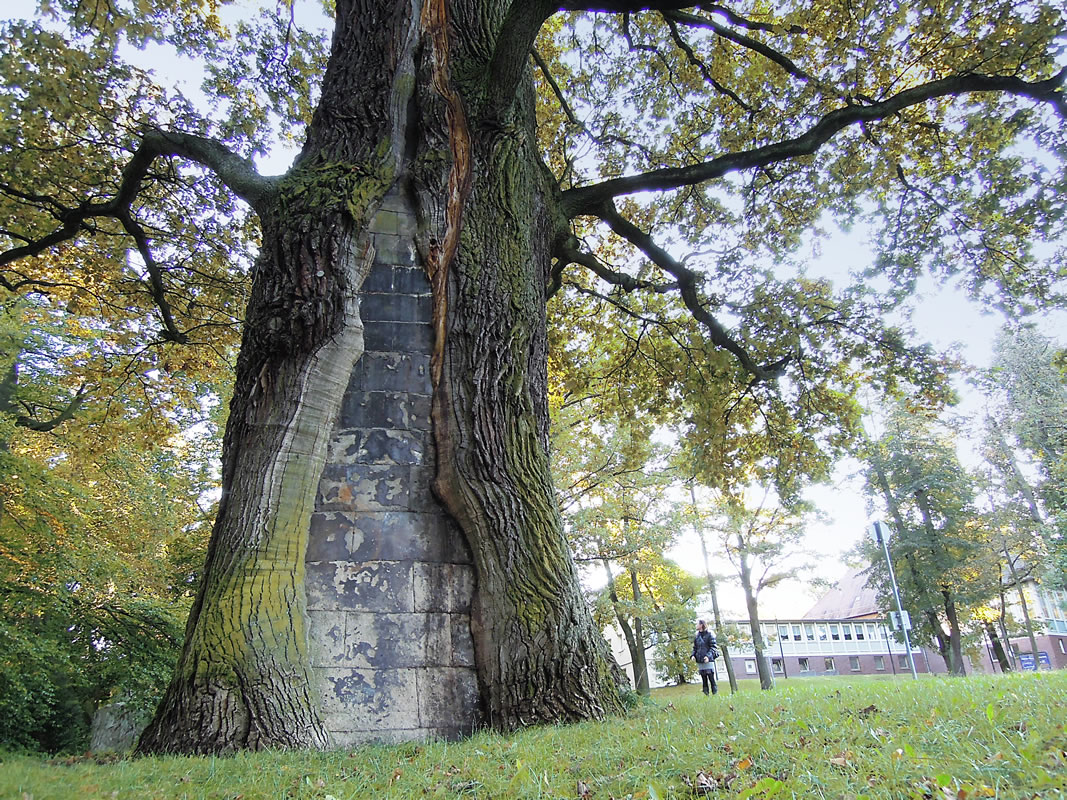
Naturdenkmal auf dem Platnersberg. Der hohle Stamm wurde ausgemauert.
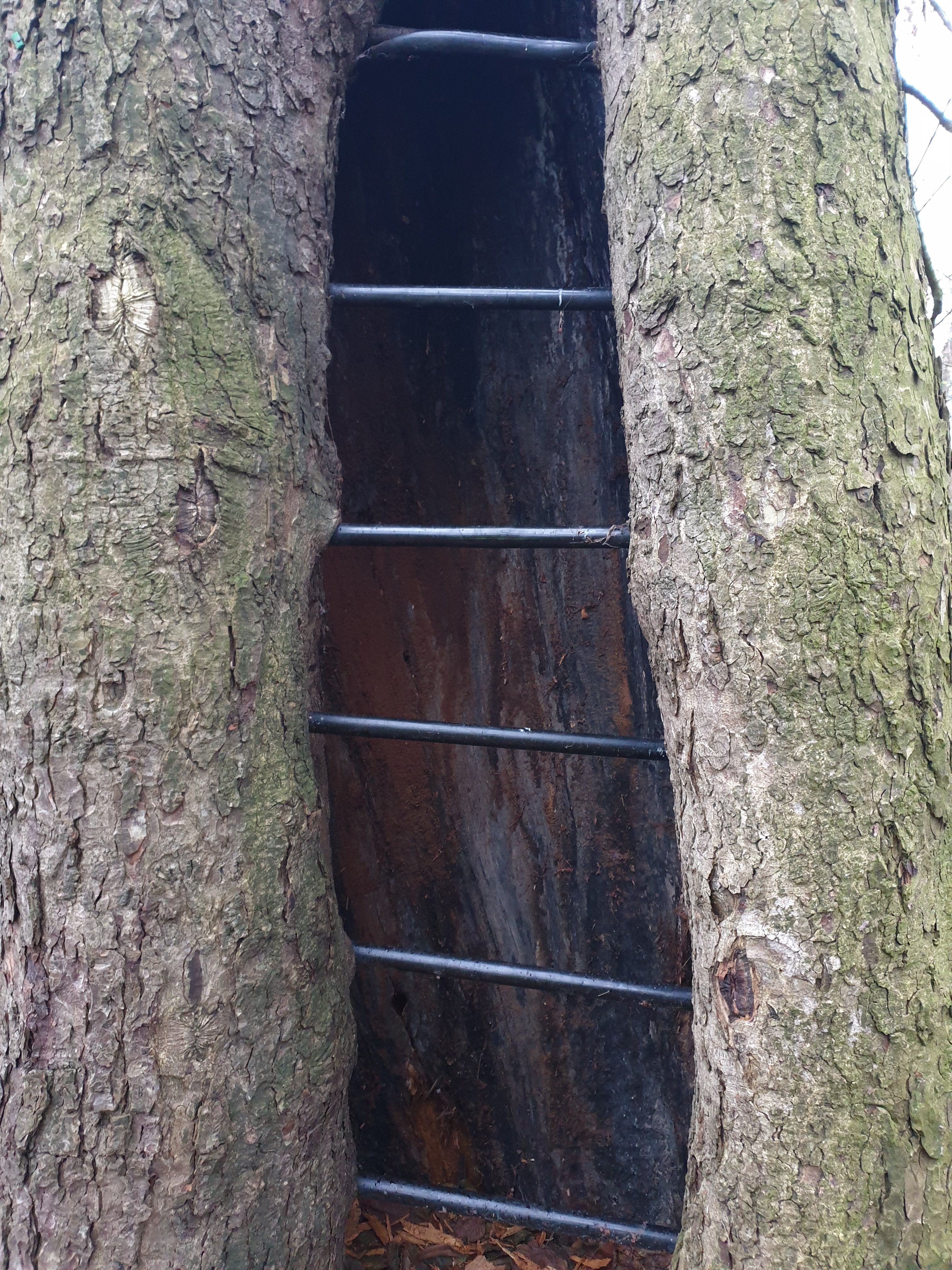
Um die Baumhöhle an einer Rosskastanie zu „stabilisieren“ wurden Gewindestangen angebracht.
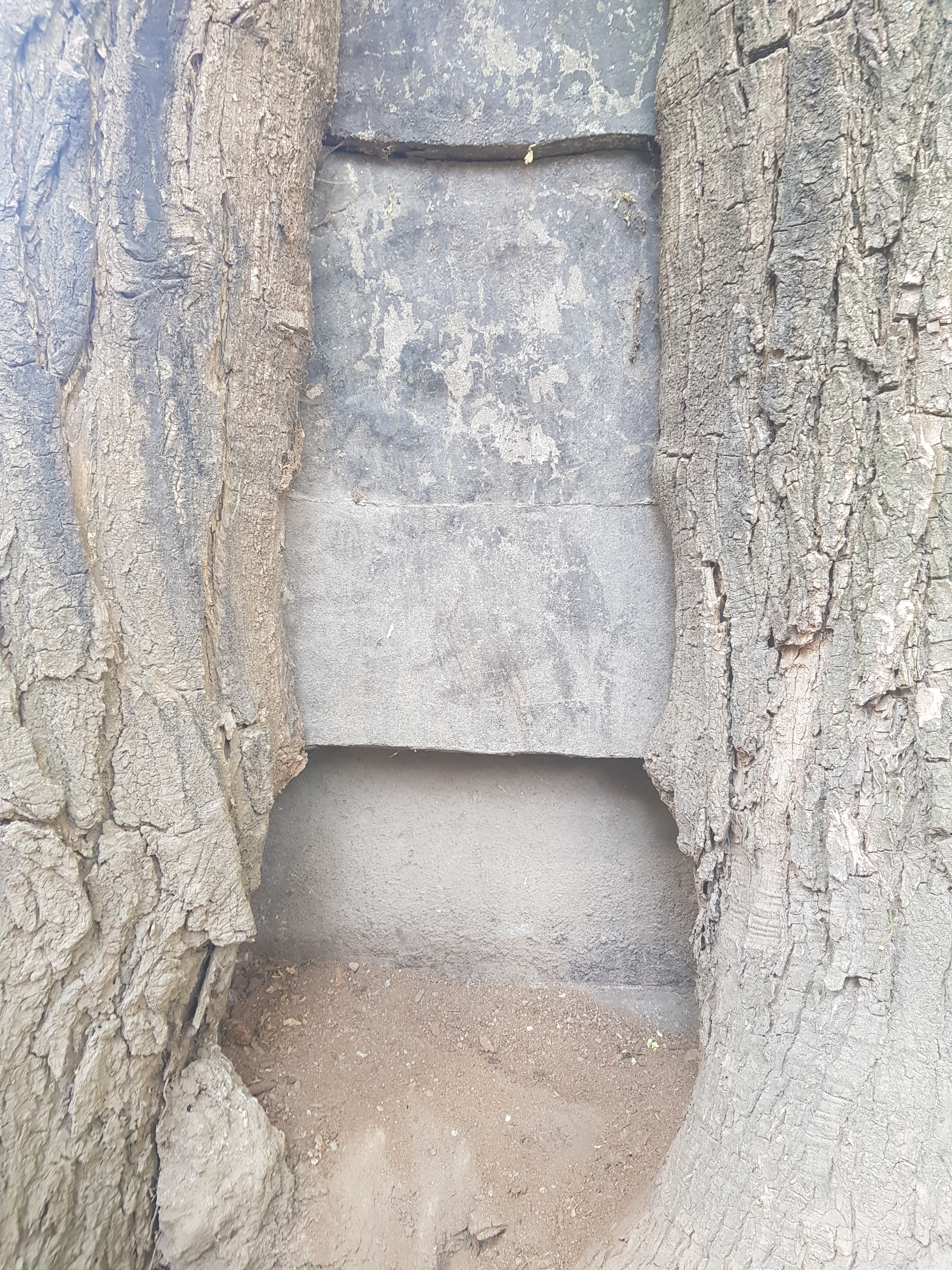
Eine Baumhöhle. Das Innere wurde ausgemauert.

## Bekannte Baumchirurgen
Ein früher Vertreter der Baumchirurgie war der Amerikaner John Davey. Dieser veröffentlichte mit The Tree Doctor bereits 1901 ein Buch, das detailliert baumchirurgische Praktiken erläuterte.
Im deutschen Sprachraum war Michael Maurer im 20. Jahrhundert als bekannter Baumchirurg tätig.